# Macrobrachium digitum
Macrobrachium digitum är en kräftdjursart som beskrevs av Abele och Kim 1989. Macrobrachium digitum ingår i släktet Macrobrachium och familjen Palaemonidae. Inga underarter finns listade i Catalogue of Life.